# 2014 في المجر
فيما يلي قوائم الأحداث التي وقعت خلال عام 2014 في المجر.

## أحداث
- 13 مايو – فيضانات جنوب شرق أوروبا 2014

## سياسة

### تعيين في المنصب
- 6 مايو – غابور فودور عضو الجمعية الوطنية المجرية.
- 6 مايو – فيكتور أوربان عضو الجمعية الوطنية المجرية.

## رياضة
- 27 يوليو – جائزة المجر الكبرى 2014 الفائز دانيل ريكاردو.

## وفيات

### يناير
- 23 يناير – بيلا فارادي (مواليد 1953) لاعب كرة قدم مجري.

### فبراير
- 26 فبراير – ديجو نوفاك (مواليد 1939)

### مارس
- 18 مارس – تيفادار مونوستوري (مواليد 1936) لاعب كرة قدم مجري.

### أبريل
- 4 أبريل – جيولا زابو (مواليد 1930) ممثل مجري.

### يونيو
- 13 يونيو – جيولا غروسيكس (مواليد 1926) لاعب كرة قدم مجري.

### سبتمبر
- 10 سبتمبر – كارولي شاندور (مواليد 1928) لاعب كرة قدم مجري.

### ديسمبر
- 6 ديسمبر – إستفان فارجا (مواليد 1943) لاعب كرة يد مجري.